# Steve Guppy
Steve Guppy, właśc. Stephen Andrew Guppy (ur. 29 marca 1969 w Winchesterze) – angielski piłkarz występujący na pozycji pomocnika.
Jako zawodnik Leicester City rozegrał 161 spotkań i zdobył 9 bramek w Premier League. W tych rozgrywkach zadebiutował 1 marca 1997 w wygranym 3:1 meczu z Wimbledonem, zaś 13 września 1997 w wygranym 3:0 spotkaniu z Tottenhamem strzelił swojego pierwszego gola w Premier League. 
W sezonie 2001/2002 zdobył z Celtikiem mistrzostwo Szkocji.
W reprezentacji Anglii wystąpił jeden raz, 10 października 1999 w wygranym 2:1 towarzyskim meczu z Belgią.